# Philander canus
Philander canus is een zoogdier uit de familie van de opossums (Didelphidae). De wetenschappelijke naam van de soort werd voor het eerst geldig gepubliceerd door Osgood in 1913.

## Taxonomie
De soort werd tot 2018 als een ondersoort van Philander opossum gerekend, maar werd op basis van genetisch en morfometrisch onderzoek tot aparte soort verheven. De in de jaren 2000 beschreven soorten Philander mondolfii en Philander olrogi konden niet onderscheiden worden van Philander canus in ditzelfde onderzoek en worden sindsdien als synoniem van deze soort gerekend.

## Voorkomen
De soort komt wijdverspreid voor in Zuid-Amerika en is waargenomen in Brazilië, Colombia, Venezuela, Peru, Bolivia, Paraguay en Argentinië.